# Yinhai
Yinhai  léase Yin-Jái  (en chino, 银海区; pinyin, Yínhǎi qū; literalmente, ‘mar de plata’) es un distrito urbano bajo la administración directa de la Prefectura Beihai en la Región autónoma de Guangxi, República Popular China. Su área es de 540 km² y su población total para 2020 superó  los 300 mil habitantes.

## Administración
El distrito de Yinhai se divide en 4 pueblos que se administran en poblados.